# Ford Cougar
Der Ford Cougar (englische Bezeichnung für Puma) ist ein von Mercury in Auftrag gegebenes und von Ford in Köln und Dunton (England) auf der Basis des US-amerikanischen Ford Contour entwickeltes Sportcoupé. Es wurde zwischen Frühjahr 1998 und Sommer 2002 hergestellt.

## Modellgeschichte

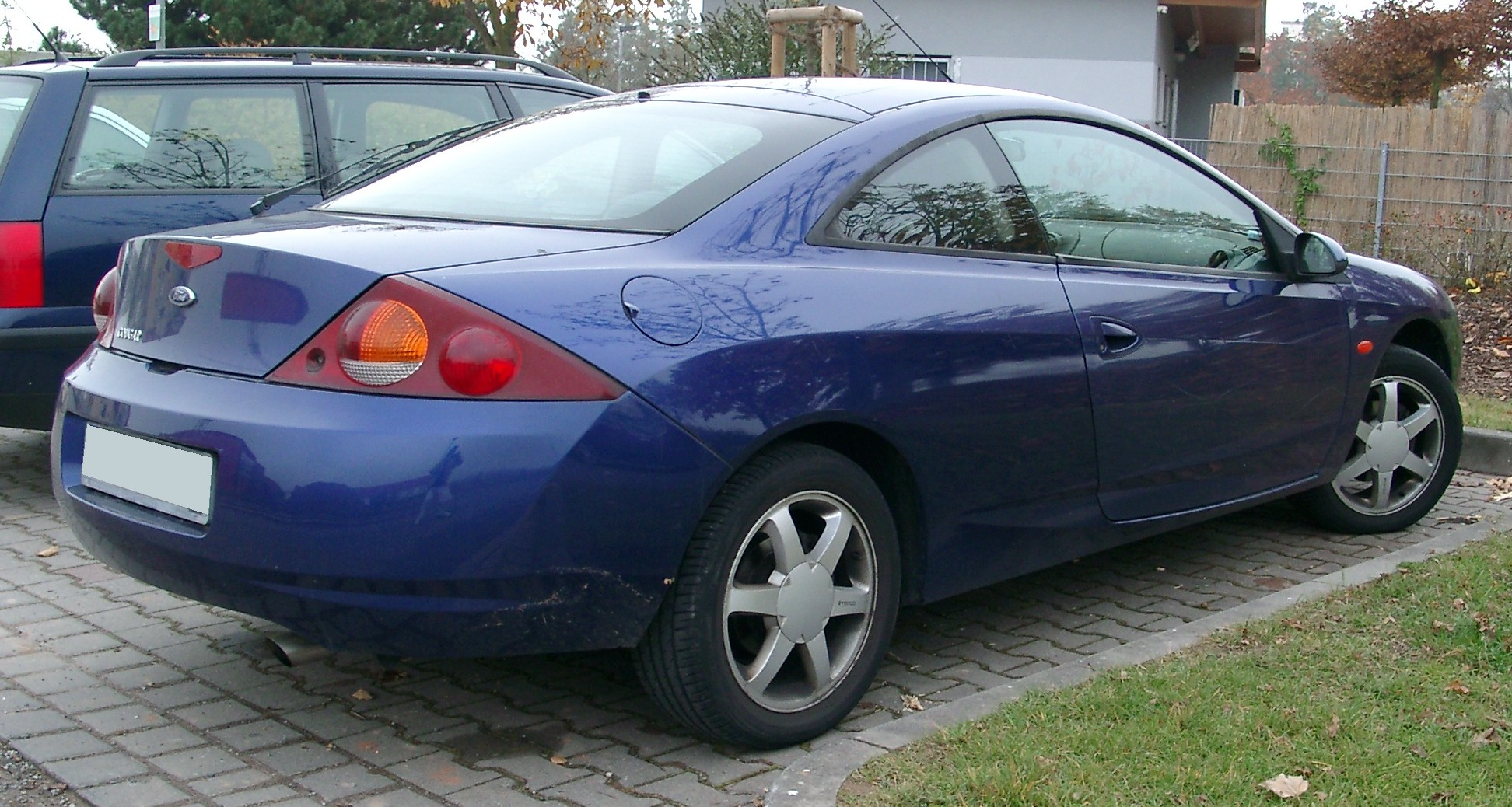
Heckansicht

Den Modellnamen Cougar benutzte Ford USA erstmals in den frühen 1960er Jahren als Bezeichnung eines Konzeptfahrzeugs für den Ford Thunderbird.
Gefertigt wurde das Coupé ab Frühjahr 1998 in dem Gemeinschaftswerk AAI (Auto Alliance International, einem Joint Venture zwischen Ford und Mazda) in Flat Rock, Michigan (USA).
Die offizielle Markteinführung als Mercury Cougar fand in den Vereinigten Staaten am 7. Mai 1998 statt. In Europa wurde der Cougar jedoch aufgrund der mangelnden Infrastruktur von Mercury ab Herbst 1998 unter dem Label von Ford vertrieben. Zu der US-Version gab es nur geringe Unterschiede, wie z. B. Kühlergrill, Front- und Heckbeleuchtung, Fahrwerk und Bremsen.
Im Angebot befanden sich zwei Motorisierungen mit Vierventil-Technik. Ein Zetec-Reihen-Vierzylinder- und ein Duratec-V-Sechszylinder, der mit nur geringen Modifikationen ebenfalls im Mercury Mystique, Ford Contour, Ford Mondeo und Jaguar X-Type Verwendung fand. Ferner wurde der Cougar entweder mit einem vollsynchronisierten (MTX 75) Fünfgang-Schaltgetriebe oder optional beim V6 mit einer (CD4E) Viergang-Automatik mit elektronischer Regelung angeboten.
Nach mehr als 230.000 produzierten Fahrzeugen lief das letzte Exemplar am 30. August 2002 vom Band.
Laut Kraftfahrt-Bundesamt waren in Deutschland zum Stichtag 1. Januar 2021 noch 2.038 Ford Cougar zugelassen (ohne Stilllegungen und vorübergehende Abmeldungen).

### Cougar ST200
Im Jahr 1999 wurde der Presse als leistungsfähigere, sportlichere Variante der Cougar ST200 vorgestellt.
Es wurden einige Vorserienmodelle gefertigt, die auf Messen, Presseterminen und Fotoshootings ihren Einsatz hatten. Sämtliche Vorbereitungen für eine Markteinführung einschließlich der Werbekampagnen, Infos an Versicherer und Ersatzteilhersteller bis hin zur Auslage der Prospekte bei den Vertragshändlern waren getroffen; der Verkauf wurde jedoch buchstäblich in letzter Sekunde aus marktanalytischen Gründen gestoppt und der Cougar ST200 kam nie zur Auslieferung.
Die Vorserienmodelle wurden nach offiziellen Angaben alle vernichtet. Dokumentiert sind nur drei existierende Exemplare. Bei Fahrzeugen, die landläufig als "Cougar ST200" auf den Straßen unterwegs sind, handelt es sich daher größtenteils um private Umbauten, indem in eine Cougar-Karosserie der Motor des Mondeo ST200 eingebaut wurde.

### Modellpflege

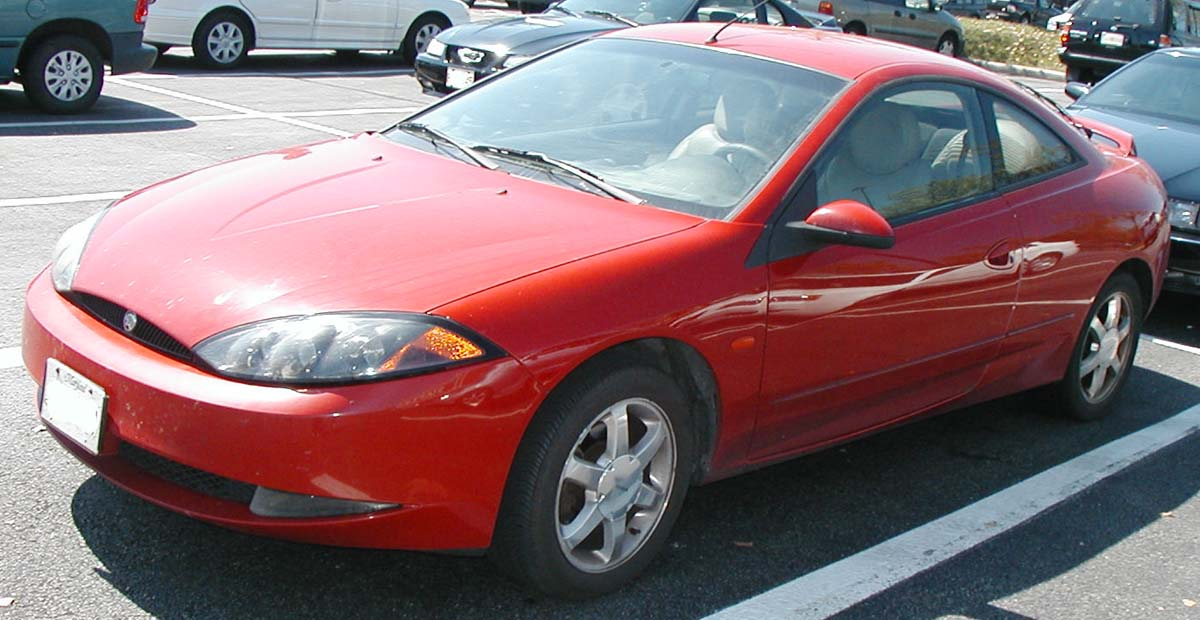
Mercury Cougar (1998–2000)

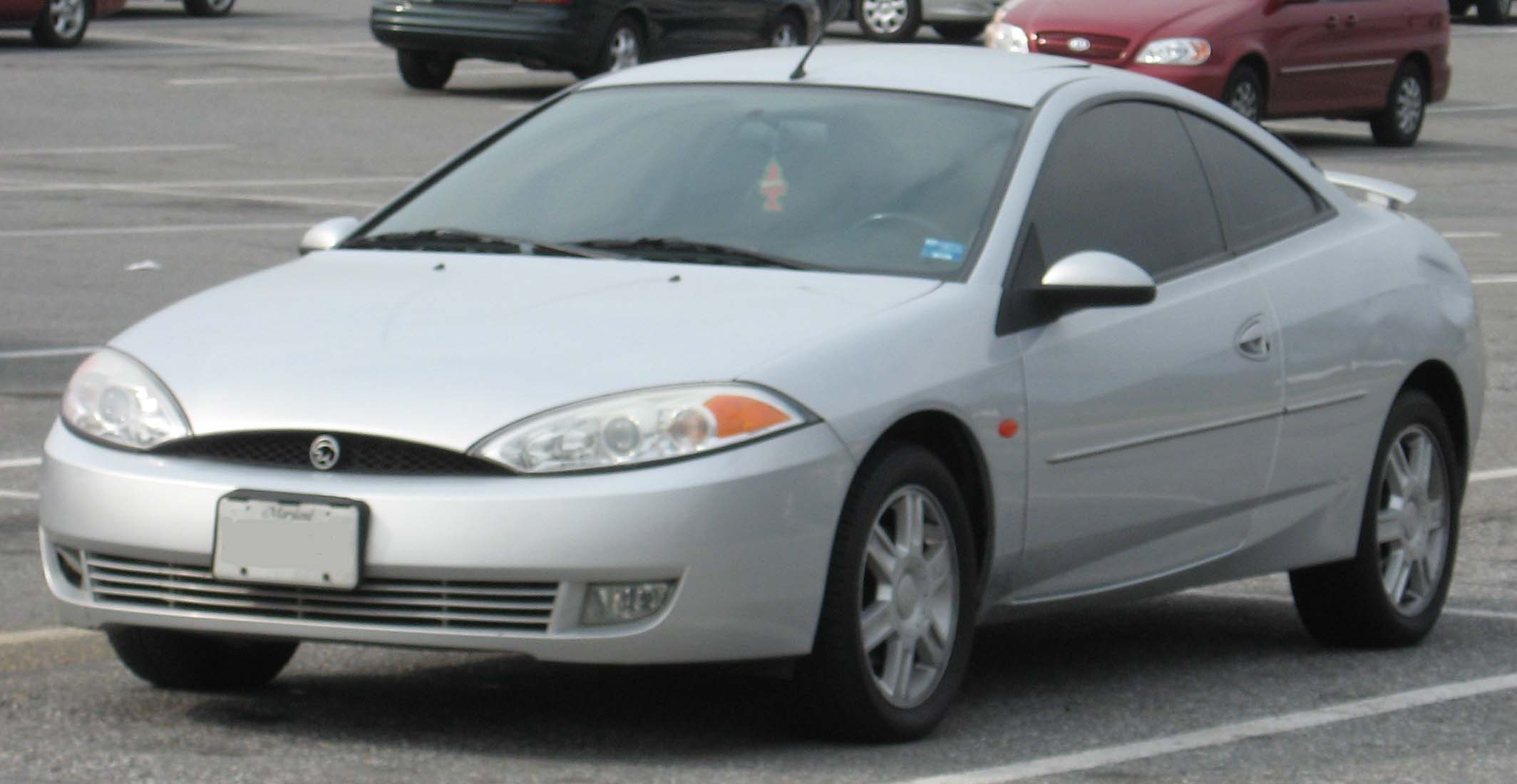
Mercury Cougar (2001–2002)

Anfang 2001 wurde der Cougar optisch leicht überarbeitet. Technisch gab es keine relevanten Veränderungen.
Das Coupé wurde mit neuen Frontscheinwerfern, neuer Frontpartie, neuen Felgen und einem modernisierten Interieur ausgestattet.

## Technische Daten
|                              | 2.0 16V                       | 2.5 24V                         | 2.5 24V (Automatik)             | 2.5 24V ST200                  |
| ---------------------------- | ----------------------------- | ------------------------------- | ------------------------------- | ------------------------------ |
| Motor                        | Zetec                         | Duratec                         | Duratec                         | Duratec                        |
| Zylinder/Ventile             | R4/16                         | V6/24                           | V6/24                           | V6/24                          |
| Hubraum                      | 1988 cm³                      | 2544 cm³ (ab 06.2000: 2495 cm³) | 2544 cm³ (ab 06.2000: 2495 cm³) | 2495 cm³                       |
| Leistung                     | 96 kW (130 PS) bei 5600 min−1 | 125 kW (170 PS) bei 6250 min−1  | 125 kW (170 PS) bei 6250 min−1  | 151 kW (205 PS) bei 6500 min−1 |
| Drehmoment (Nm/min−1)        | 178 Nm bei 4000 min−1         | 220 Nm bei 4250 min−1           | 220 Nm bei 4250 min−1           | 235 Nm bei 5500 min−1          |
| Antrieb                      | Frontantrieb                  | Frontantrieb                    | Frontantrieb                    | Frontantrieb                   |
| 0–100 km/h                   | 10,3 s                        | 8,6 s                           | 10,4 s                          | ca. 7,8 s                      |
| Höchstgeschwindigkeit (km/h) | 209                           | 225                             | 206                             | 230                            |
| Verbrauch (l/100 km)         | 8,5 l Super                   | 9,5 l Super                     | 10,0 l Super                    | 10,2 l Super                   |
| Gewicht (kg) nach EG-Norm    | 1315                          | 1390                            | 1410                            | 1497                           |
| CO2-Emission                 | 202 g/km                      | 228 g/km                        | 240 g/km                        | 245 g/km                       |
| Bauzeit                      | 1998–2002                     | 1998–2002                       | 1998–2002                       | nicht in Serie gebaut          |

## Chronik
- 09.1997: Präsentation des Concept Cars Mercury MC2 auf der 57. IAA.
- 07.1998: Auslieferung der ersten Fahrzeuge.
- 09.1999: Präsentation des Cougar ST200 auf der 59. IAA.
- 01.2001: Facelift
- 08.2002: Produktionseinstellung

## TV-Werbung
In einem Fernsehwerbespot fährt der Schauspieler Dennis Hopper einen Ford Cougar und wird von seinem jüngeren Selbst auf dem Motorrad eingeholt, in Anspielung an eine Szene aus dem Kultfilm Easy Rider.

## Sonstiges
Seit 2008 wird unter dem phonetisch annähernd gleich klingenden Namen Ford Kuga ein kleines SUV angeboten.